# Coulonces (Orne)
Coulonces é uma comuna francesa na região administrativa da Normandia, no departamento de Orne. Estende-se por uma área de 6,15 km². Em 2010 a comuna tinha 227 habitantes (densidade: 36,9 hab./km²).